# Anthony Obodai
Anthony Obodai est un footballeur ghanéen, né à Accra le 6 août 1982, évoluant au poste de milieu au club de Mağusa Türk Gücü.

## Clubs
- 2001–2005 :  Ajax Amsterdam
- 2002–2003 : →  Germinal Beerschot
- 2005–2007 :  Sparta Rotterdam
- 2007–2010 :  RKC Waalwijk
- 2010 :  Houston Dynamo
- 2012– :  Mağusa Türk Gücü